# Albert Grünwedel
Albert Grünwedel (Múnich, 31 de julio de 1856 - Lenggries, 28 de octubre de 1935) fue un arqueólogo, indólogo y tibetólogo alemán, explorador del Asia Central. 
Fue asimismo uno de los primeros eruditos que estudiaron el idioma lepcha.

## Vida
Hijo de un pintor, estudió Historia del Arte e idiomas asiáticos, incluyendo el Avestan, junto con Ernst Kuhn y Ernst Trupp. En 1881 comenzó a trabajar de ayudante en el Museo de Etnología de Berlín, y en 1883 se doctoró en Universidad de Múnich. Ese mismo año fue nombrado director asociado de la colección etnográfica y las antigüedades escandinavas del museo. En 1891, debido a sus múltiples publicaciones sobre arte budista, arqueología del Asia Central e idiomas del Himalaya, el profesorado honorífico de la Universidad de Berlín.
En 1899 Grünwedel fue invitado a unirse a la expedición arqueológica rusa conducida por Vasili Radlov, con destino al Turquestán Chino. El mismo año fue elegido miembro de la Academia Bávara de Ciencias.
En 1902-1903 Grünwedel dirigió la Primera expedición alemana a Turfán, en Xinjiang, que narró en su obra Bericht über archäologische Arbeiten in Idikutschahri und Umgebung im Winter 1902-1903 (1905). La segunda expedición alemana fue dirigida por Albert von Le Coq, que se destacó en la obtención de frescos y piezas arqueológicas. Grünwedel dirigió de nuevo la tercera expedición alemana (1905-1907), cuyos resultados fueron publicados en Altbuddhistische Kultstätten in Chinesisch-Turkistan (1912). A lo largo de estas campañas, las tensiones entre ambos sinólogos fueron en aumento: Le Coq pretendía despojar a los yacimientos de todos sus artefactos -en especial de las pinturas murales- para evitar su destrucción, mientras que Grünwedel se oponía a lo que consideraba un pillaje sistemático y una exploración superficial de los yacimientos, pretendiendo dedicar a cada uno mayor tiempo para estudiarlo científicamente, fotografiando y dibujando con cuidado todos y cada uno de ellos, lo que retrasaba las expediciones.
Sus esfuerzos en Xinjiang fueron financiados por los Krupp.
En 1921 Grünwedel se retiró, trasladándose a Baviera en 1923. Pasó el resto de sus días en la ciudad balneario de Bad Tölz, escribiendo numerosos trabajos de investigación.

## Obras
- Buddhistische Kunst in Indien (Berlín, 1893)
- Mythologie des Buddhismus in Tibet und der Mongolei: Führer durch die lamaistischen Sammlungen des Fürsten E. Echtomskij (Leipzig 1900)
- Bericht über archäologische Arbeiten in Idikutschahri und Umgebung im Winter 1902-1903 (Múnich, 1905)
- Altbuddhistische Kultstätten in Chinesisch-Turkistan (Berlín, 1912)
- Alt-Kutscha: archäologische und religionsgeschichtliche Forschungen an Temperagemälden aus buddhistischen Höhlen der ersten acht Jahrhunderte nach Christi Geburt (Berlín, 1920).
- Die Teufel des Avesta und ihre Beziehungen zur Ikonographie des Buddhismus Zentral-Asiens (Berlín, 1924).
- Tusca (Leipzig, 1922)
- Die Legende des Na Ro Pa, des Hauptvertreters des Nekromanten- und Hexentums: Nach einer alten tibetischen Handschrift als Beweis für die Beeinflussung des nördlichen Buddhismus durch die Geheimlehre der Manichäer, übersetzt von A. Grünwedel (Leipzig, 1933)